# Yod
Yod (י), även jod, är den tionde bokstaven i det hebreiska alfabetet. Den uttalas som ett j. Eftersom hebreiska stavas med endast konsonanter, har alfabetet ingen bokstav för vokalen i. Dock kan några av alfabetets tecken tjänstgöra som mater lectionis och ange en vokal. En jod kan därför stå för e, ē eller i, som till exempel i דויד, David.
י har siffervärdet 10.
Jod är den första bokstaven i tetragrammaton, יהוה som beskriver namnet på judarnas Gud.